# 庫亞維地區布熱希奇

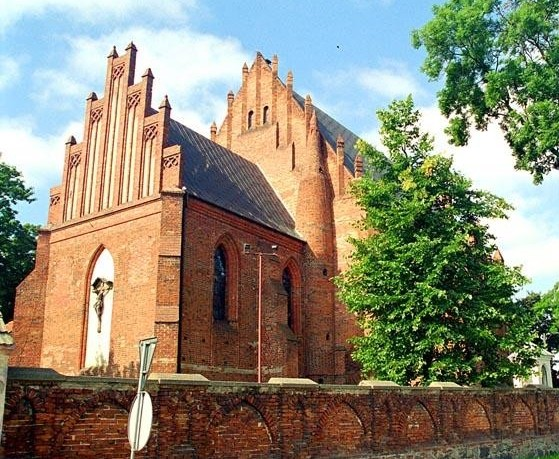

庫亞維地區布熱希奇是波蘭的城鎮，位於該國中部，由庫亞維-波美拉尼亞省負責管轄，面積7.04平方公里，該地區自新石器時代有人類居住，2006年人口4,522。
52°36′N 18°54′E / 52.600°N 18.900°E